# Депутаты Национального собрания от департамента Кот-д’Армор

Выборы в Национальное собрание в 2022 году

Выборы в Национальное собрание в 2017 году

Выборы в Национальное собрание в 2012 году

Выборы в Национальное собрание в 2007 году

Выборы в Национальное собрание в 2002 году

|  | Номер округа | Депутат         | Партия                   |
|  | ------------ | --------------- | ------------------------ |
|  | 1            | Мишель Коссон   | Демократическое движение |
|  | 2            | Эрве Бервиль    | Возрождение              |
|  | 3            | Корантен Ле Фюр | Республиканцы            |
|  | 4            | Мюриэль Лепвро  | Непокорённая Франция     |
|  | 5            | Эрик Боторель   | Возрождение              |

|  | Номер округа | Депутат                   | Партия                   |
|  | ------------ | ------------------------- | ------------------------ |
|  | 1            | Мишель Коссон             | Демократическое движение |
|  | 2            | Эрве Бервиль Шанталь Булу | Вперёд, Республика!      |
|  | 3            | Марк Ле Фюр               | Республиканцы            |
|  | 4            | Мюриэль Лепвро            | Непокорённая Франция     |
|  | 5            | Эрик Боторель             | Вперёд, Республика!      |

|  | Номер округа | Депутат       | Партия                   |
|  | ------------ | ------------- | ------------------------ |
|  | 1            | Брюно Жонкур  | Демократическое движение |
|  | 2            | Эрве Бервиль  | Вперёд, Республика!      |
|  | 3            | Марк Ле Фюр   | Республиканцы            |
|  | 4            | Янник Керлого | Вперёд, Республика!      |
|  | 5            | Эрик Боторель | Вперёд, Республика!      |

|  | Номер округа | Депутат                    | Партия                    |
|  | ------------ | -------------------------- | ------------------------- |
|  | 1            | Мишель Лесаж               | Социалистическая партия   |
|  | 2            | Вивиан Ле Диссе            | Социалистическая партия   |
|  | 3            | Марк Ле Фюр                | Союз за народное движение |
|  | 4            | Анни Ле Уэру               | Разные левые              |
|  | 5            | Коринн Эрель Эрик Боторель | Социалистическая партия   |

|  | Номер округа | Депутат       | Партия                    |
|  | ------------ | ------------- | ------------------------- |
|  | 1            | Даниэль Буке  | Социалистическая партия   |
|  | 2            | Жан Гобер     | Социалистическая партия   |
|  | 3            | Марк Ле Фюр   | Союз за народное движение |
|  | 4            | Мари-Рене Оже | Социалистическая партия   |
|  | 5            | Коринн Эрель  | Социалистическая партия   |

|  | Номер округа | Депутат       | Партия                                                       |
|  | ------------ | ------------- | ------------------------------------------------------------ |
|  | 1            | Даниэль Буке  | Социалистическая партия                                      |
|  | 2            | Жан Гобер     | Социалистическая партия                                      |
|  | 3            | Марк Ле Фюр   | Объединение в поддержку Республики Союз за народное движение |
|  | 4            | Мари-Рене Оже | Социалистическая партия                                      |
|  | 5            | Ален Гурью    | Социалистическая партия                                      |